# Frontières du Luxembourg

Situation du Luxembourg en Europe.

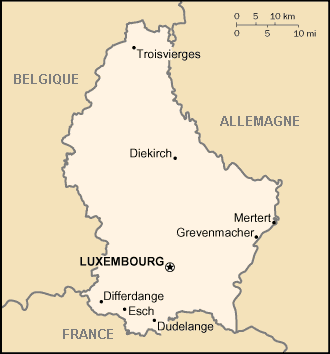
Le Luxembourg et ses États voisins: l'Allemagne, la Belgique et la France.

Les frontières du Luxembourg sont les frontières que partage le grand-duché de Luxembourg avec ses États voisins. Elles sont représentées par des lignes délimitant le territoire national où l'État luxembourgeois exerce son autorité souveraine. Elles résultent d'accords ou de traités bilatéraux ou internationaux.
Le Luxembourg dispose de trois frontières terrestres :
- Une frontière avec l'Allemagne
- Une frontière avec la Belgique
- Une frontière avec la France

## Histoire

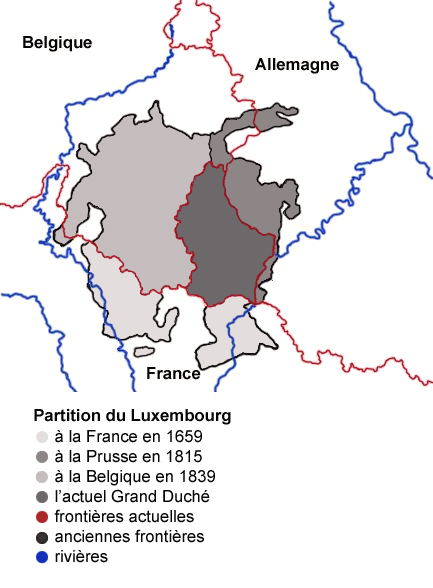
Évolutions des frontières du Luxembourg au fil du temps.

### Origines et frontière française

Les départements français après l'annexion à la première République en 1795, dont le département des Forêts, qui sera à la base du futur grand-duché de Luxembourg.

Les frontières actuelles du Luxembourg trouvent leurs origines dans l'ancien duché de Luxembourg de l'époque médiévale. Il appartenait au Saint-Empire romain germanique et était alors bien plus grand que le Luxembourg actuel.
Lors de la période des « Pays-Bas espagnols », une première frontière avec la France s'établit lors de la signature du traité des Pyrénées le 7 novembre 1659 entre l'Espagne et la France. Cette dernière reçoit le « Luxembourg français », soit les forteresses de Stenay, Thionville et Montmédy, ainsi que les terres aux alentours. La France annexe ainsi 1 060 km2 du duché, soit 10 % de la superficie du Luxembourg à cette époque.
Le duché de Luxembourg passe ensuite sous le joug de la maison de Habsbourg alors qu'il appartient aux Pays-bas autrichiens. La convention du 16 mai 1769 met un terme à l'existence de plusieurs enclaves situées en France et au Luxembourg ainsi qu'à diverses prétentions et revendications territoriales. Par ailleurs, le ruisseau de Frisange devint désormais une frontière naturelle entre ces deux pays.
Après la Révolution française de 1789, l'ancien duché fut annexé par la première République française en 1795 et transformé en départements français. L'arrêté du comité de salut public du 14 fructidor an III (31 août 1795) le partagea entre trois départements :
- Le département de l'Ourthe : cantons de Viel-Salm (aujourd'hui, Vielsalm), Reuland, Saint-Vith et Schleyden (aujourd'hui, Schleiden).
- Le département de Sambre-et-Meuse : cantons d'Orchimont, Saint-Hubert, Laroche (aujourd'hui, La Roche-en-Ardenne), Durbuy, Nassogne, Rochefort, Wellin et Marche (aujourd'hui, Marche-en-Famenne).
- Le département des Forêts : les deux tiers de l'ancien duché de Luxembourg plus une partie de l'ancien duché de Bouillon.

### Naissance du Grand-duché et frontière allemande

Le royaume uni des Pays-Bas et le grand-duché de Luxembourg en union personnelle sous la monarchie néerlandaise de la maison d'Orange-Nassau.

Après la chute de Napoléon Bonaparte, le Premier Empire est démembré par les puissances européennes victorieuses réunies lors du congrès de Vienne dès 1814. Celui-ci créé de nouveaux états dont, parmi eux, le grand-duché de Luxembourg. Ce nouveau territoire, fondé le 15 mars 1815 et élevé au rang de « grand-duché », est octroyé comme propriété privée à Guillaume d'Orange-Nassau en guise de compensation à la perte de ses principautés (situées près de Coblence) léguées à la Prusse. Guillaume est également nommé souverain d'un nouveau royaume indépendant : le royaume uni des Pays-Bas. Les deux territoires forment alors une union personnelle, partageant le même souverain, à la fois roi des Pays-Bas et grand-duc de Luxembourg.
Les frontières du grand-duché de la maison d'Orange-Nassau sont basées sur l'ancien département des Forêts mais avec de nombreuses modifications, principalement conférées à la Prusse  et au grand-duché du Bas-Rhin incluant la région de Bitburg, de Neuerburg, de Saint-Vith, de Schleiden et de Waxweiler. Au total, la zone détachée comptait 50 000 habitants et réduit le territoire de l'ancien duché de Luxembourg de 2 280 km2, soit 24 %. Elle créa l'actuelle frontière entre l'Allemagne et le Luxembourg qui fut précisée par le traité des limites signé le 26 juin 1816 entre le royaume uni des Pays-Bas et le royaume de Prusse afin de fixer leur frontière.

### Annexion, scission et frontière avec la Belgique

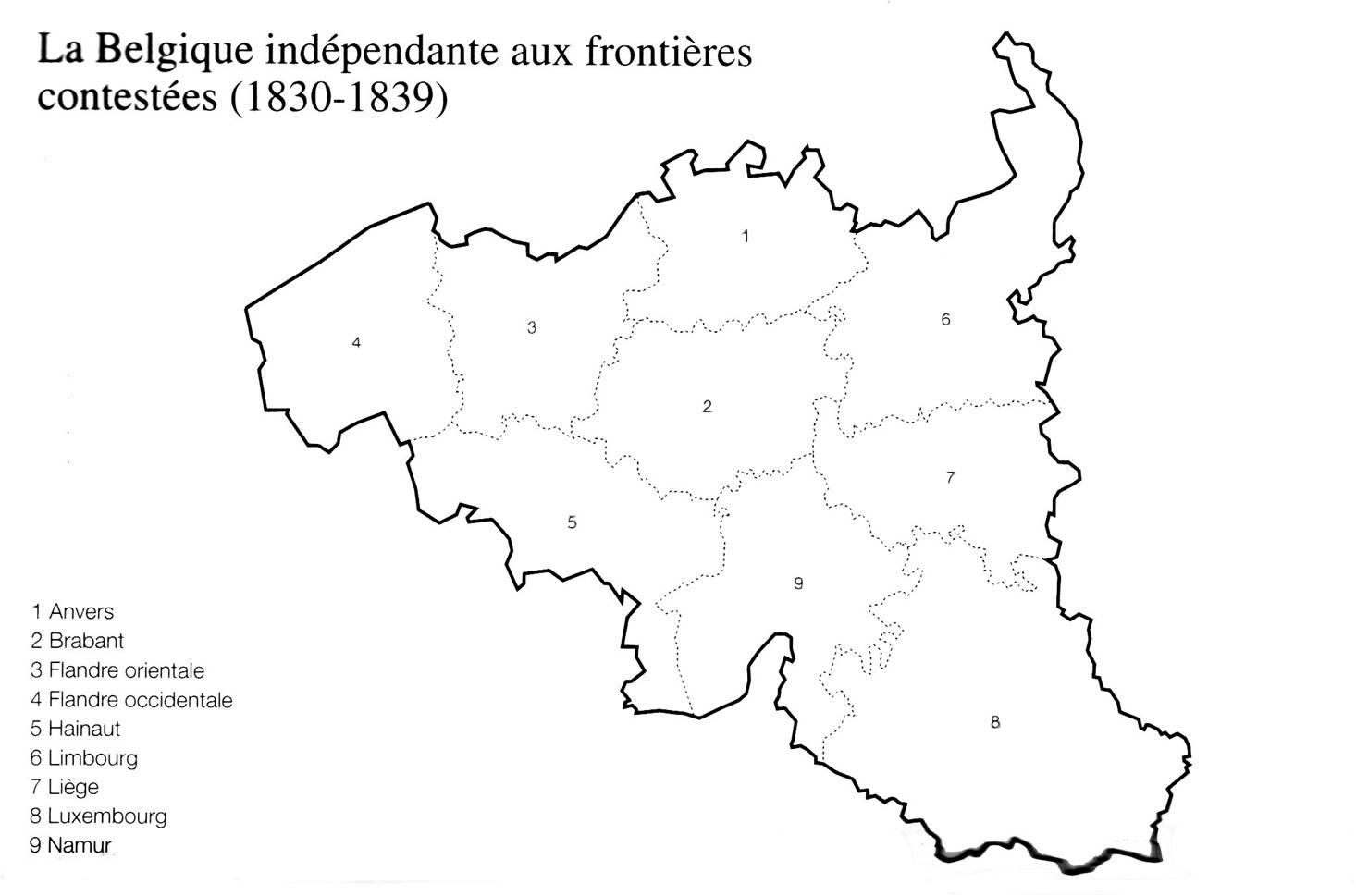
Le territoire belge tel que proclamé comme indépendant du royaume uni des Pays-Bas par le gouvernement provisoire de Belgique en 1830, avec l'annexion du grand-duché de Luxembourg dès le 16 octobre (ici le n°8).

La révolution belge éclate en aout 1830 et mène à la déclaration d'indépendance de la Belgique le 4 octobre 1830. Le grand-duché de Luxembourg se rattachant majoritairement aux révolutionnaires belges lors de la guerre belgo-néerlandaise, l'ensemble du grand-duché fut alors annexé par la Belgique le 16 octobre 1830.
Les grandes puissances réunies lors de la conférence de Londres signent un premier traité le 26 juin 1831 : le traité des XVIII articles. Celui-ci reconnait tacitement l'annexion du Luxembourg en ouvrant la possibilité d'un rachat de celui-ci par le nouveau royaume belge. Il ne sera cependant sera jamais appliqué et, après la campagne des Dix-Jours lors de laquelle la Belgique s'est montrée incapable de résister seule à l'armée néerlandaise, la reprise des négociations, aboutit à un nouveau traité le 15 novembre 1831 : le traité des XXVII articles. Celui-ci est nettement moins avantageux pour les belges puisque les puissances décident de ne pas reconnaitre l'annexion de l'ensemble du grand-duché, mais bien de séparer celui-ci en deux, selon des critères linguistiques. Les territoires du « quartier wallon », reconnus comme étant de langues romanes (ardennais, gaumais, lorrain, wallon etc.), sont concédés à la Belgique, sauf les villages de Doncols et de Sonlez restés au Grand-duché. Tandis que les territoires de langues germaniques (luxembourgeois, moyen allemand, moyen francique etc.) restèrent grand-ducaux, à l'exception notable du Pays d'Arlon qui, bien que d'idiome luxembourgeois, fut attribué à la Belgique.
Les négociations débutent alors en vue de définir une frontière. L'ambassadeur plénipotentiaire du roi des français, Charles-Maurice de Talleyrand-Périgord, insista pour que la route menant de Metz à Liège, en passant par Thionville, Longwy, Arlon, Martelange et Bastogne (dont une partie du tronçon deviendront les actuelles routes nationales N81 et N4), fût attribuée à la Belgique avec les villages des alentours. Ceci dans le but de la soustraire à l'influence de la confédération germanique dont le grand-duché demeurait un état membre. Des troupes de l'armée prussienne exerçaient d'ailleurs depuis 1815 le droit de garnison dans la forteresse de Luxembourg-ville, conjointement aux forces armées néerlandaises. Localement, des propriétaires terriens ou maîtres de forge des débuts de l'industrie sidérurgique, firent jouer leurs relations pour que leurs terres ou entreprises fussent rattachées à la Belgique plutôt que d'être laissées au grand-duché, comme par exemple Jean-Baptiste Nothomb qui tenta de rattacher Pétange (où sa famille dispose d'un château) mais sans succès.
L'article 2 du traité des XXVII articles définit clairement la nouvelle frontière entre la Belgique et le Luxembourg :

« Dans le grand-duché de Luxembourg, les limites du territoire belge seront telles qu'elles vont être décrites ci-dessous :
À partir de la frontière de France entre Rodange, qui restera au grand-duché de Luxembourg, et Athus, qui appartiendra à la Belgique, il sera tiré, d'après la carte ci-jointe, une ligne qui, laissant à la Belgique la route d'Arlon à Longwy, la ville d'Arlon avec sa banlieue, et la route d'Arlon à Bastogne, passera entre Messancy, qui sera sur le territoire belge, et Clemency, qui restera au grand-duché de Luxembourg, pour aboutir à Steinfort, lequel endroit restera également au grand-duché. De Steinfort, cette ligne sera prolongée dans la direction d'Eischen, de Hecbus, Guirsch, Oberpalen, Grende, Nothomb, Parette et Perlé, jusqu'à Martelange ; Hecbus, Guirsch, Grende, Nothomb et Parette devant appartenir à la Belgique, et Eischen, Oberpalen, Perlé et Martelange, au grand-duché. De Martelange, ladite ligne descendra le cours de la Sûre, dont le thalweg servira de limite entre les deux États, jusque vis-à-vis Tintange, d'où elle sera prolongée aussi directement que possible vers la frontière actuelle de l'arrondissement de Diekirch, et passera entre Surrel, Harlange, Tarchamps, qu'elle laissera au grand-duché de Luxembourg, et Honville, Hivarchamps et Loutermange, qui feront partie du territoire belge ; atteignant ensuite, aux environs de Doncols et de Soulez, qui resteront au Grand-Duché, la frontière actuelle de l'arrondissement de Diekirch, la ligne en question suivra ladite frontière jusqu'à celle du territoire prussien. Tous les territoires, villes, places et lieux situés à l'ouest de cette ligne, appartiendront à la Belgique ; et tous les territoires, villes, places et lieux situés à l'est de cette même ligne, continueront d'appartenir au grand-duché de Luxembourg. »

Ce traité ne fut toutefois pas reconnu avant le 14 mars 1838 lorsque Guillaume Ier déclare officiellement accepter l'existence de la Belgique. La situation fut clarifiée par un nouveau traité signé le 19 avril 1839 : le traité des XXIV articles. Celui-ci reprit la frontière tracée huit ans plus tôt, scindant le grand-duché en deux. Sa partie orientale resta propriété héréditaire personnelle de Guillaume Ier et un état membre de la confédération germanique, tandis que sa partie occidentale devint la neuvième province de Belgique : la province de Luxembourg.

## Récapitulatif
Les limites administratives terrestres correspondent aux frontières terrestres définies par des accords et traités internationaux. 
Le Luxembourg est frontalier de 3 pays.
| Pays limitrophe | Longueur (en km) | Bornage    | Accords ou traités internationaux |
| --------------- | ---------------- | ---------- | --- |
| Allemagne       | 135              | ─          | Traité d'Aix-la-Chapelle (1816). |
| Belgique        | 148              | 507 bornes | Traité des XXIV articles (1839). |
| France          | 73               | 400 bornes | Traité des Limites Courtrai (1820). Dernière rectification en 2007 : échange de 9 hectares. Depuis décembre 2015, une ligne unique et bilatérale figure dans les bases de données de l’IGN France et du cadastre luxembourgeois. |
| Total           | 356              |            | |